# Battaglia di Idistaviso
La battaglia di Idistaviso è considerata la rivincita dell'Impero romano contro i Germani, dopo la sconfitta subita da Varo, nel 9 d.C., nella battaglia della foresta di Teutoburgo. Nel 16, il legato imperiale Germanico riuscì a battere Arminio in due grandi battaglie: la prima nella piana di Idistaviso, la seconda di fronte al Vallo angrivariano, entrambe tra la riva destra del fiume Visurgi (attuale Weser), le colline circostanti, la grande foresta germanica e le paludi più a nord.

## Contesto storico

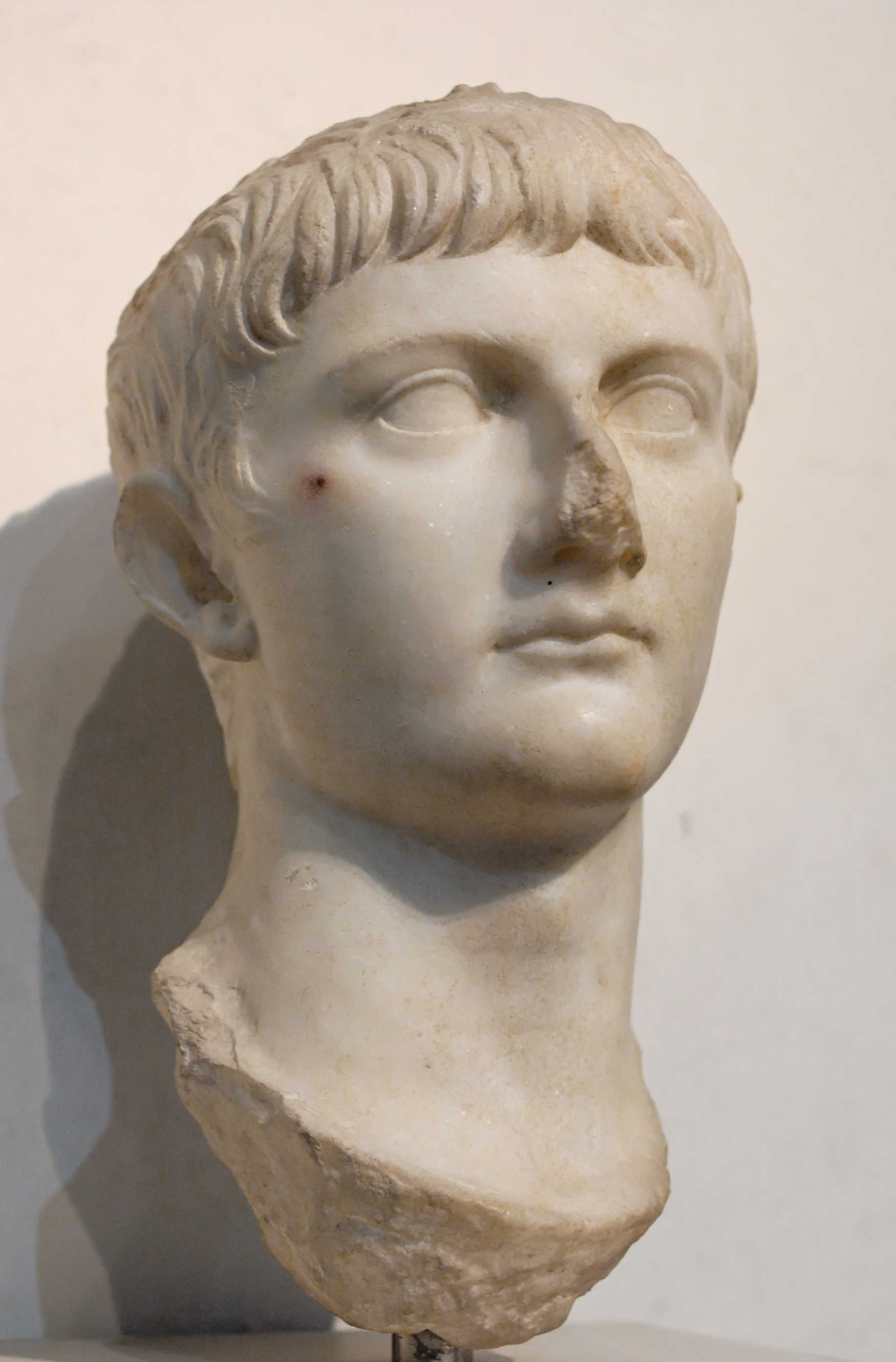
Busto di Cesare Germanico.

Dopo la disfatta di Publio Quintilio Varo nella foresta di Teutoburgo, i Romani avevano deciso di abbandonare la nuova provincia di Germania, ad est del fiume Reno.
Seguirono due anni di campagne, sotto l'alto comando di Tiberio (a cui partecipò anche lo stesso Germanico), nel 10 e 11, volte a scongiurare una possibile invasione germanica e a prevenire possibili sommosse tra le popolazioni delle province galliche.
Tiberio, una volta succeduto ad Augusto, era deciso a seguire la politica del suo predecessore, mantenendo i confini al Reno e abbandonando definitivamente il progetto di annessione della Germania, ma il figlio adottivo, Germanico, inviato come proconsole della Gallia per un censimento, spinto dal desiderio e dall'ossessione di voler emulare il padre, Druso, decise, di sua iniziativa, di riprendere le azioni militari contro le popolazioni germaniche, invadendo i loro territori.

## Battaglia

### Fase 1: nella piana di Idistaviso

#### Preludio alla prima battaglia
Germanico, che aveva raggiunto il fiume Visurgi, all'altezza dell'attuale località di Minden, proveniente dal fiume Amisia più ad occidente, trovò i Germani schierati a battaglia sulla sponda destra del fiume.
Egli, ritenendo poco prudente mandare le legioni allo sbaraglio, senza prima aver costruito i necessari ponti e disposti i relativi presidi, decise di mandare in avanscoperta la cavalleria. La guidavano Lucio Stertinio ed Emilio, uno dei centurioni primipili delle 8 legioni, i quali furono divisi in due colonne, poste in luoghi sufficientemente distanziati, per evitare di essere schiacciati dall'esercito nemico in un sol punto e dividerne le forze.
Cariovaldo, capo dei Batavi (alleati dei Romani), una volta attraversato il fiume si mise all'inseguimento dei Cherusci senza minimamente sospettare si trattasse di una tattica per attirarlo in un'imboscata. I Germani, infatti, avevano simulato una fuga per attirarlo in una piana lontana dalle legioni e circondata da boschi. E, una volta raggiunta, balzarono fuori travolgendo i Batavi ancora increduli. La ritirata fu inevitabile, ma i Cherusci chiusero ogni varco agli alleati romani, che provarono prima a disporsi in cerchio, mentre i Germani, lanciando da lontano numerosi dardi, procuravano continue perdite tra le file dei Batavi.
Cariovaldo, esasperato dalla situazione, decise di riprendere la strada delle linee romane, provando a sfondare l'assedio nemico, ma il tentativo si rivelò disperato, tanto che lo stesso comandante dei Batavi, una volta sbalzato dal cavallo, fu sopraffatto dai dardi, mentre attorno a lui cadevano molti nobili della sua tribù. Fu solo grazie all'intervento della cavalleria di Stertinio ed Emilio che le rimanenti truppe batave riuscirono a salvarsi.
Varcato il Visurgi, Germanico venne a sapere da un disertore il luogo scelto da Arminio per la battaglia e che nella notte i Germani avrebbero tentato un assalto all'accampamento romano. Ed infatti al calar della notte, dopo la mezzanotte, ci fu l'assalto al campo, ma i Germani furono costretti a desistere dopo poco, avendo appreso che le coorti legionarie erano disposte dietro le difese e le sorvegliavano, senza che vi fosse nessun punto incustodito.

#### Il campo di battaglia

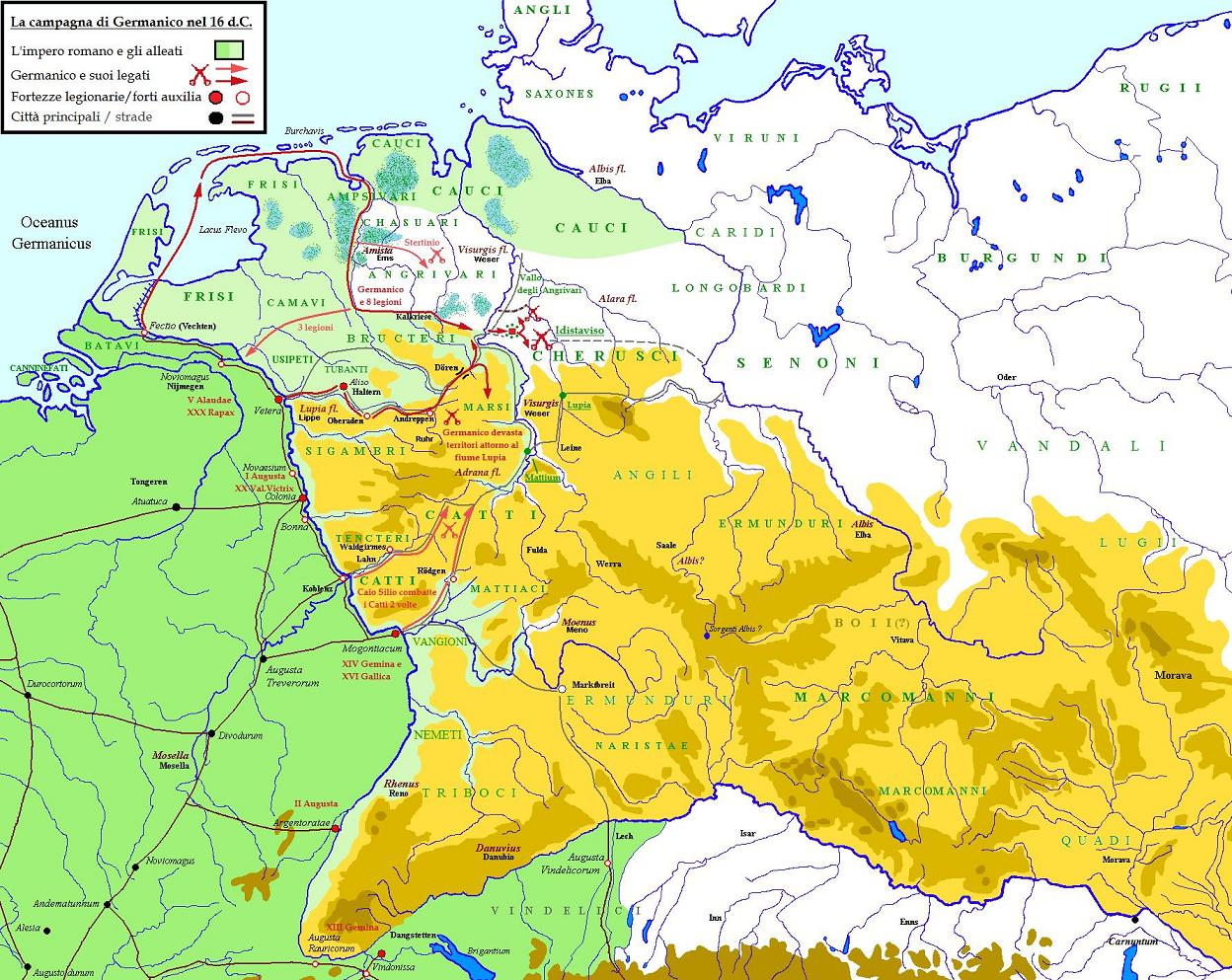
La campagna militare di Germanico nel 16 d.C.

La mattina seguente i soldati romani erano talmente impazienti di combattere contro il nemico germano, che furono condotti nella piana di Idistaviso, che si estende tra il fiume Visurgis e le colline, a seconda delle anse del fiume e del protendersi dei vicini colli. Alle spalle dei Germani si vedeva una fitta foresta con alberi altissimi e priva di sottobosco.

#### Ordine di battaglia
I Germani occuparono la piana, alle cui spalle si stendeva la fitta foresta, mentre solo i Cherusci di Arminio si sistemarono sui colli circostanti, per precipitarsi dall'alto contro il lato destro dello schieramento romano.
I Romani disposero le proprie truppe in modo da conservare lo stesso ordine di marcia: 
- lungo la prima linea gli ausiliari galli e germani;
- dietro di loro gli arcieri appiedati;
- seguiti da quattro legioni;
- più dietro due coorti di pretoriani che accompagnavano Germanico e alle cui ali si trovava un corpo scelto di cavalleria ausiliaria;
- da ultimo, le altre quattro legioni,
- poi ancora la fanteria leggera e gli arcieri a cavallo e le altre coorti alleate.

I Romani adottavano, pertanto, una formazione simmetrica rispetto al fronte d'attacco, per evitare di essere colpiti alle spalle, in un paese così ricco di vegetazione, al di là della quale era difficile prevedere quale insidie si nascondessero.

#### L'attacco
I primi ad attaccare furono proprio i Cherusci di Arminio, come racconta Tacito:
(Cornelio Tacito, Annali, ii.17.)

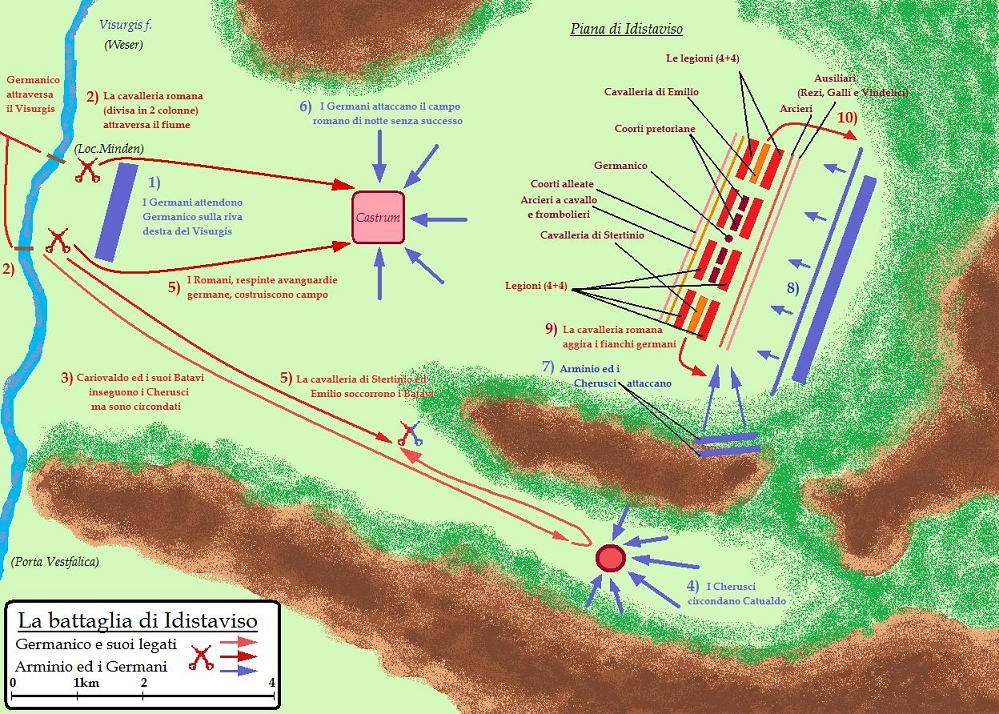
La piana di Idistaviso e la battaglia che si svolse tra le legioni di Germanico e le orde dei Germani di Arminio nel 16.

La vittoria romana fu grande, senza grandi perdite per i Romani. Si combatté ininterrottamente dalle 11.00 fino a notte, mentre i nemici germani uccisi coprivano con i loro cadaveri e le armi la piana per almeno diecimila passi. Cosa curiosa è che fra le spoglie furono trovate anche delle catene che dovevano servire per incatenare i Romani, sicuri com'erano, i Germani, della vittoria.
I soldati di Germanico, sul campo di battaglia, acclamarono Tiberio Imperator e innalzarono un tumulo sul quale posero le armi dei vinti, come se fosse un trofeo, e una scritta riportante i nomi dei popoli vinti (tra cui certamente i Cherusci, i Fosi, i Dulgubini, e forse anche gli stessi Longobardi insieme ad altre popolazioni della regione).

### Fase 2: di fronte al vallo degli Angrivari
I Germani, provocati non tanto dalle ferite e dal massacro subito nella piana di Idistaviso, ma soprattutto dall'ira nel vedere la gioia dei Romani che innalzavano quel trofeo con le armi dei vinti (mentre questi ultimi stavano già scappando al di là dell'Elba), decisero di tornare a combattere per la libertà perduta.
Furono arruolati tutti quelli che potevano portare le armi: dai giovani agli anziani. Tutti avevano deciso di entrare tra le schiere germane e di partecipare all'attacco contro la colonna romana in marcia.

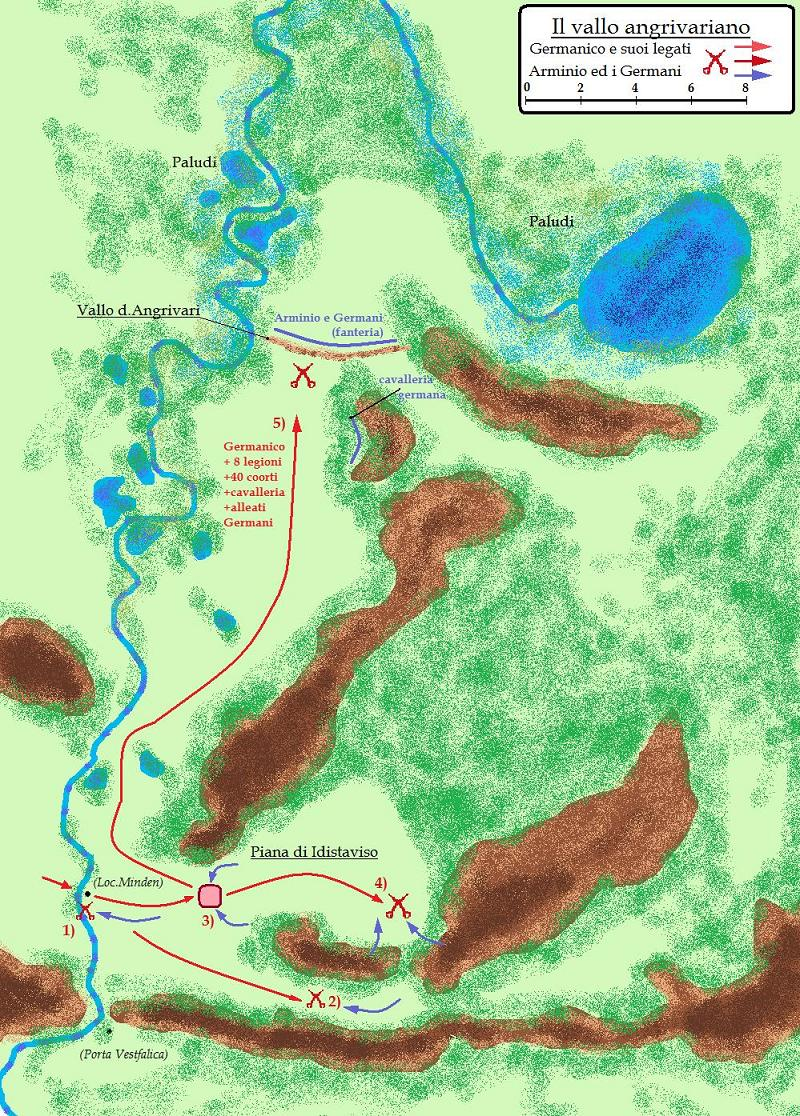
La battaglia del vallo degli Angrivari (16 d.C.) ovvero la seconda fase della battaglia di Idistaviso tra Germanico ed Arminio.

#### Il secondo campo di battaglia
Ancora una volta Arminio ed i capi germani scelsero la località dove scontrarsi con l'esercito romano: un luogo chiuso tra il fiume (il Visurgis) e le foreste, dove nel mezzo si trovava una pianura stretta ed umida. Tutto attorno c'era una grande palude che circondava, a sua volta, la foresta, tranne che su un lato, dove gli Angrivari avevano costruito un largo terrapieno, che li divideva dai vicini Cherusci.

#### Ordine della seconda battaglia
Lungo l'intero vallo angrivariano si attestarono le fanterie germaniche, mentre la cavalleria fu nascosta nei boschi vicini, per trovarsi alle spalle delle legioni, una volta che queste, superata la foresta, si fossero trovate di fronte al vallo.
Germanico, appreso dai suoi informatori dei piani e delle posizioni del nemico, si apprestò a volgere gli stratagemmi dei Germani a loro danno, disponendo le truppe in modo che:
- il legato Seio Tuberone occupasse la pianura con la cavalleria;
- le fanterie legionarie si dividessero in due parti: la prima pronta a penetrare nella foresta per una via piana, la seconda che provasse a dare la scalata al terrapieno dove si trovavano i nemici.

#### Il secondo attacco
Quelli cui era toccata la parte pianeggiante avanzarono di slancio, mentre quelli che dovevano attaccare il terrapieno, che sembrava quasi un muro, subivano continue perdite sotto i colpi, dall'alto, dei nemici. Germanico, avendo notato queste difficoltà sorte lungo il vallo angrivariano, decise di far arretrare le legioni, per evitar loro di subire continue perdite senza colpo ferire, ed avanzò le linee dei frombolieri. L'attacco di questi ultimi provocò grande scompiglio tra le file dei Germani, ora sotto un fitto lancio di dardi romani. Di lì a poco anche le macchine da guerra romane cominciarono a scagliare dardi ed aste, tanto da provocare una strage tra i difensori del vallo.
Seguì l'attacco delle legioni. Il vallo degli Angrivari fu occupato, e Germanico, alla testa delle coorti pretorie, guidò personalmente l'attacco nella foresta, dove la battaglia, condotta ad oltranza, fu particolarmente accanita e cruenta. La presenza delle paludi alle spalle dei germani intralciava i ripiegamenti, mentre il fiume e il terreno montuoso rendeva difficile un'eventuale ritirata romana; le due parti dovevano vincere per sopravvivere.
Lo scontro fu estremamente aspro e i germani dimostrarono grande tenacia ma alla fine furono i romani ad avere la meglio grazie soprattutto alla loro disciplina, al loro armamento e alla coesione tattica dello schieramento compatto delle legioni. I legionari, allineati in formazione serrata protetti dai grandi scudi, inflissero perdite elevatissime ai germani con i loro gladi che provocarono terribili ferite al torace e al volto dei giganteschi guerrieri nemici. I germani non poterono per mancanza di spazio, impiegare efficacemente le loro lunghe aste e furono costretti a subire praticamente da fermi la micidiale azione della fanteria pesante legionaria.
Arminio, ormai logorato dal combattimento e dalla recente ferita, cominciò a cedere anch'egli, come pure lo stesso Inguiomero, che s'aggirava rapido per tutto lo schieramento germano.
Germanico, al contrario, si tolse l'elmo per essere riconosciuto da tutti, incitandoli ad insistere nel massacro. Gridava che non servivano prigionieri, solo lo sterminio di quel popolo avrebbe posto fine alla guerra. Verso la fine della giornata, ritirò una legione dal terreno di battaglia per costruire l'accampamento, mentre le altre continuarono la strage del nemico fino a notte, mentre la cavalleria si batté con esito incerto contro quella germanica.
Germanico, al termine di questa seconda battaglia, fece innalzare in segno di vittoria, un secondo trofeo recante l'iscrizione: 
(Cornelio Tacito, Annali II, 22.)

## Conseguenze
Le due battaglie di Idistaviso si conclusero positivamente per l'esercito romano; le legioni di Varo distrutte a Teutoburgo furono vendicate e Germanico riuscì anche a recuperare due delle tre aquile perdute dai romani nella disfatta, ma in realtà la campagna di Germanico non ottenne risultati decisivi. A dispetto delle asserzioni di Tacito, grande accusatore di Tiberio ed estimatore di Germanico, non fu l'invidia dell'imperatore che vanificò l'esito della battaglia di Idistaviso. Germanico non era in grado di rimanere stabilmente, nonostante le vittorie, a est del Reno; inoltre la sua flotta aveva subito forti perdite a causa di una tempesta.
Tiberio considerò prudentemente che fosse inutile e dispendioso tentare di nuovo la conquista della Germania fino all'Elba e quindi richiamò Germanico; l'imperatore inoltre riteneva giustamente che le discordie interne tra i popoli germanici avrebbero salvaguardato l'integrità dei confini imperiali sul Reno meglio di una lunga e costosa guerra di conquista.